# Област Сутцу
Област Сутцу (јап. 寿都郡) Suttsu-gun се налази у субпрефектури Ширибеши, Хокаидо, Јапан. 
2004. године, у области Сутцу живело је 7.316 становника и густину насељености од 16,60 становника по км². Укупна површина је 440,83 км².

## Вароши и села
- Куромацунај
- Сутцу